# イスマイル・キルイ
イスマイル・キルイ（Ismael Kirui、1975年2月20日 - ）はケニアの陸上競技選手、専門は長距離走。1993年世界陸上競技選手権大会および1995年世界陸上競技選手権大会の男子5000メートル競走金メダリスト。
1993年7月、ローザンヌで5000m13分06秒50のジュニア世界記録を樹立。続く世界選手権5000mでは終始リードを奪ってレースを進めた。最後の直線でハイレ・ゲブレセラシェが追い上げたがこれを一蹴し、13分02秒75の大会新記録を樹立して優勝を飾った。優勝時の年齢である18歳177日は大会最年少記録となった。1995年の世界選手権5000mではハリド・ブーラミを下して連覇を飾っている。
キルイはリチャード・チェリモの弟であり、半妹にキャサリン・キルイ、いとこにモーゼス・キプタヌイとウィリアム・ムトゥールがいる。
妻は2006年アムステルダムマラソン優勝者のローズ・チェルイヨット。

## 記録
- 3000m - 7分39秒82（1993年）
- 5000m - 13分02秒75（1993年、1995年）
- 10000m - 27分06秒59（1995年）

## 主な戦績
| 年   | 大会名                         | 開催地             | 結果 | 種目     |
| ---- | ------------------------------ | ------------------ | ---- | -------- |
| 1990 | 世界クロスカントリー選手権     | エクス＝レ＝バン   | 4位  | ジュニア |
| 1991 | 世界クロスカントリー選手権     | アントワープ       | 7位  | ジュニア |
| 1991 | 世界ジュニア陸上競技選手権大会 | プロヴディフ       | 2位  | 10000m   |
| 1992 | 世界クロスカントリー選手権     | ボストン           | 優勝 | ジュニア |
| 1992 | 世界ジュニア陸上競技選手権大会 | ソウル             | 2位  | 5000m    |
| 1993 | 世界陸上競技選手権大会         | シュトゥットガルト | 優勝 | 5000m    |
| 1995 | 世界陸上競技選手権大会         | イェーテボリ       | 優勝 | 5000m    |
| 1997 | 世界陸上競技選手権大会         | アテネ             | 予選 | 5000m    |
| 1998 | 世界クロスカントリー選手権     | マラケシュ         | 7位  | シニア   |